# Referéndum constitucional de Paraguay de 2011
El Referéndum constitucional de Paraguay de 2011 fue un referéndum realizado en Paraguay el 9 de octubre de 2011 para aprobar o rechazar una enmienda constitucional que permita que los paraguayos residentes en el exterior puedan votar en las elecciones. El 78.41% de los votantes estuvo a favor del Sí, a pesar de que sólo participó el 12.5% de la ciudadanía inscripta en el padrón electoral. Tras ser aprobado por el Congreso, permite que más de medio millón de paraguayos en el extranjero puedan votar, muchos de los cuales viven en Argentina, España, Estados Unidos o en Brasil.